# AFV 1–38
Az AFV 1–38, később MÁV IIm. osztályú, végül és MÁV 237 sorozatú egy 1B tengelyelrendezésű magyar személyvonati szerkocsisgőzmozdony-sorozat volt az Alföld-Fiumei Vasútnál (AFV).
A 38 mozdonyt 1869 és 1872 között gyártotta a Maffei (18 db), a Krauss/München(10 db), a Sigl és a Wr. Neustadt(10 db).
Amikor a vasutat 1884-ben államosították, a MÁV a pályaszámokat előbb 801-838-ra változtatta, majd 1891-től az új pályaszámrendszerben IIm kategóriába sorolta őket és az 1222-1259 pályaszámokat jelölte ki számukra. A kazánfelújítás keretében a MÁV-nál megszokott tipikus magyar hosszú füstszekrényes kazánokat kaptak a mozdonyok.
1909-ben két példányt selejteztek, 1911-től a 237,001-36 pályaszámokat kapták. 1918 után hét db-ot átadtak Romániának a CFR-nek. A MÁV a megmaradt mozdonyokat 1924-ig selejtezte.

## Fordítás
- Ez a szócikk részben vagy egészben  az   AFV 1–38 című német Wikipédia-szócikk fordításán alapul.  Az eredeti cikk szerkesztőit annak laptörténete sorolja fel. Ez a jelzés csupán a megfogalmazás eredetét és a szerzői jogokat jelzi, nem szolgál a cikkben szereplő információk forrásmegjelöléseként.